# Liste der Rosenkranzstationen in Mariazell
Unter dem Abt Benedikt Pierin wurden im 17. Jahrhundert insgesamt 16 Rosenkranzstationen sowie ein weiterer Bildstock errichtet. Ihr Entwurf geht vermutlich auf Domenico Sciassia zurück. Sechs davon sind denkmalgeschützt und werden in der Denkmalliste von Mariazell aufgeführt.
Die meisten wurden in den 1970ern sekundär entlang eines Wanderweges, des Rosenkranzweges, aufgestellt. Dieser beginnt hinter der Basilika, führt am Kalvarienberg vorbei und endet bei der Filialkirche St. Sebastian. Diese Umstellung war nicht zuletzt dadurch bedingt, dass der alte Wallfahrtsweg dort verlief, wo nunmehr die Bundesstraße entlangführt. Die Stationen entlang dieses Weges bekamen 1993 Keramikreliefs von Harald Krainer.

## Stationen des Rosenkranzweges
| Foto |                 | Bauwerk                | km | Standort                        | Beschreibung                                                                                           | Metadaten                                                               |
| ---- | --------------- | ---------------------- | -- | ------------------------------- | --- | ----------------------------------------------------------------------- |
| ja   | Datei hochladen | Rosenkranzstation I    |    | Sebastianiweg/Höhenweg Standort | Erste Station des Freudenreichen Rosenkranzes Anmerkung: Denkmalschutz                                 | Name: Rosenkranzstation I GstNr.: 69/2 Mariazell Rosenkranzstation 1    |
| ja   | Datei hochladen | Rosenkranzstation II   |    | Sebastianiweg/Höhenweg Standort | Zweite Station des Freudenreichen Rosenkranzes Anmerkung: Denkmalschutz                                | Name: Rosenkranzstation II GstNr.: 69/2 Mariazell Rosenkranzstation 2   |
| ja   | Datei hochladen | Rosenkranzstation III  |    | Sebastianiweg/Höhenweg Standort | Dritte Station des Freudenreichen Rosenkranzes Anmerkung: Denkmalschutz                                | Name: Rosenkranzstation III GstNr.: 285/2 Mariazell Rosenkranzstation 3 |
| ja   | Datei hochladen | Rosenkranzstation IV   |    | Sebastianiweg/Höhenweg Standort | Vierte Station des Freudenreichen Rosenkranzes                                                         | Name: Rosenkranzstation IV GstNr.: 285/2 Mariazell Rosenkranzstation 4  |
| ja   | Datei hochladen | Rosenkranzstation V    |    | Sebastianiweg/Höhenweg Standort | Fünfte Station des Freudenreichen Rosenkranzes                                                         | Name: Rosenkranzstation V GstNr.: 285/1                                 |
| BW   | Datei hochladen | Rosenkranzstation VI   |    | Sebastianiweg/Höhenweg Standort | Erste Station des Schmerzhaften Rosenkranzes                                                           | Name: Rosenkranzstation VI GstNr.: 266/1                                |
| ja   | Datei hochladen | Rosenkranzstation VII  |    | Sebastianiweg/Höhenweg Standort | Zweite Station des Schmerzhaften Rosenkranzes                                                          | Name: Rosenkranzstation VII GstNr.: 266/7                               |
| ja   | Datei hochladen | Rosenkranzstation VIII |    | Sebastianiweg/Höhenweg Standort | Dritte Station des Schmerzhaften Rosenkranzes                                                          | Name: Rosenkranzstation VIII GstNr.: 266/7                              |
| ja   | Datei hochladen | Rosenkranzstation IX   |    | Sebastianiweg/Höhenweg Standort | Vierte Station des Schmerzhaften Rosenkranzes                                                          | Name: Rosenkranzstation IX GstNr.: 202/3                                |
| ja   | Datei hochladen | Rosenkranzstation X    |    | Sebastianiweg/Höhenweg Standort | Fünfte Station des Schmerzhaften Rosenkranzes Anmerkung: Zugleich Gedenkstätte für Kardinal Mindszenty | Name: Rosenkranzstation X GstNr.: 202/3                                 |
| ja   | Datei hochladen | Rosenkranzstation XI   |    | Sebastianiweg/Höhenweg Standort | Erste Station des Glorreichen Rosenkranzes                                                             | Name: Rosenkranzstation XI GstNr.: 169/1                                |
| ja   | Datei hochladen | Rosenkranzstation XII  |    | Sebastianiweg/Höhenweg Standort | Zweite Station des Glorreichen Rosenkranzes                                                            | Name: Rosenkranzstation XII GstNr.: 169/2                               |
| ja   | Datei hochladen | Rosenkranzstation XIII |    | Sebastianiweg/Höhenweg Standort | Dritte Station des Glorreichen Rosenkranzes                                                            | Name: Rosenkranzstation XIII GstNr.: 168/2                              |
| ja   | Datei hochladen | Rosenkranzstation XIV  |    | Sebastianiweg/Höhenweg Standort | Vierte Station des Glorreichen Rosenkranzes                                                            | Name: Rosenkranzstation XIV GstNr.: 165/1                               |
| ja   | Datei hochladen | Rosenkranzstation XV   |    | Sebastianiweg/Höhenweg Standort | Fünfte Station des Glorreichen Rosenkranzes                                                            | Name: Rosenkranzstation XV GstNr.: 165/1                                |

## Stationen bzw. Bildstöcke abseits des Rosenkranzweges
| Foto |                 | Bauwerk           | km | Standort                          | Beschreibung | Metadaten                                                                         |
| ---- | --------------- | ----------------- | -- | --------------------------------- | --- | --------------------------------------------------------------------------------- |
| ja   | Datei hochladen | Rosenkranzstation |    | gegenüber Bundesstraße 1 Standort | Anmerkung: Denkmalschutz | Name: Rosenkranzstation GstNr.: 600/1                                             |
| ja   | Datei hochladen | Rosenkranzstation |    | bei Wiener Straße 46 Standort     | Die Restaurierung der ursprünglichen Station 15 wurde 1982 von der Berliner Kirchengemeinde St. Ludwig finanziert, sie hat daher auch den Spitznamen Berliner Station. Das Emailbild stammt von Franz Weiß und stellt Heilige dar: Teresa von Ávila, Petrus und Severin. Dazu kommt noch eine Darstellung des (später auch heiliggesprochenen) damaligen Papstes Johannes Paul II. Anmerkung: Denkmalschutz | Name: Rosenkranzstation GstNr.: .31 Rosenkranzstation, Mariazell Wiener Straße 46 |
| ja   | Datei hochladen | Bildstock         |    | Grazerstraße Standort             | Anmerkung: Denkmalschutz | Name: Bildstock GstNr.: .2/2                                                      |